# Miskolci Üveggyár Rt.
A Miskolci üveggyár 1925-ben, Első Magyar Öntöttüveggyár Rt. néven jött létre, az akkori Tatár utca 28. alatt, a Miskolci Gőztéglagyár szomszédságában.

## Története
Az üveggyár 1925 elején kezdte meg működését, amely – a korabeli leírások szerint „…Miskolcz nagyjövőjű ipari vállalatainak egyike volt”. A gyár 2000 „négyszögméternyi” területen fekvő hutaépületében egy Siemens-féle olvasztókemence volt, egy ugyancsak Siemens-féle és egy Kerpely rendszerű gázgenerátor szolgáltatta a fűtőgázt. A nyersanyagokat részben külföldi, részben belföldi, saját tulajdonú telepekről szerezték be. Monostorapátiból érkezett a kvarchomok, a Bükkből a mészliszt, a barnaszén a Diósgyőri Szénbánya Rt.-től, a szulfátszükségletet külföldről elégítették ki.
A gyár indulása után először csak sima táblaüvegeket állított elő, a „merkantil és solin ablaküvegeket” 2–5 milliméteres vastagságban, havonta 20–22 000 négyzetmétert. Már nem sokkal az indulás után tervbe vették egy új „erőközpont” (erőmű) megépítését, illetve a kemencekapacitás bővítését. Miskolc városa értékelte a gyár vezetőinek előremutató lépéseit (például a felvidéki munkások helyett egyre inkább helyi munkaerőt tanítottak ki és alkalmaztak), és a bővítéshez, a lakásépítéshez, kedvező feltételekkel, egy 5000 négyszögöles telket ajánlott fel. A gyár 70–80 munkás számára 48, egy- és kétszobás lakásokból álló saját lakótelepet hozott létre a gyár szomszédságában. Mivel az üveggyár kötszövőgyár és a téglagyár között helyezkedett el, a lakótelep egybeépült a másik két gyár munkásai számára épült házakkal, az egész komplexum pedig gyakorlatilag teljesen összeépült Diósgyőr-Vasgyárral (ekkor Diósgyőr, és részeként a Vasgyár még nem volt Miskolc része). A három gyár 1930-ban 1000–1200 munkást foglalkoztatott, de 1943-ban már csak az üveggyár és a téglagyár működött, 300–350 munkással. Az üveggyár munkáslétszáma 1945 elejére 54 főre csökkent, de a második világháború utáni helyreállítás során jelentős mennyiségű ablaküvegre volt szükség, ezért a munkáslétszámot és a gyártási kapacitást is növelni kellett, így az államosítás idején a gyár (a diósgyőri üzemeket nem számítva) Miskolc negyedik legtöbb munkást foglalkoztató üzeme lett. 1947-re a termelése 300%-kal haladta meg az 1938-as szintet. Új termékeik is voltak: a színes üveg és a kristályos műkő.
Az 1960-as évek elején felmerült a gyár megszüntetésének, illetve új üveggyár építésének a gondolata, de végül csak egy új üzemcsarnokot építettek, illetve részleges rekonstrukciót hajtottak végre. 1968 és 1972 között komoly korszerűsítés történt: bevezették a folyamatos hengereltüveg-gyártást, új termékük volt az U alakú üvegprofil. A miskolci üveggyár 1989-ig a Magyar Üvegipari Művek Vállalat üzemeként működött, majd 1991-ben a Pannonglas Ipari Rt-é lett. 1994-re erősen elavultak a berendezések, ebben az évben még a kemence is kilyukadt, 150 tonnányi folyékony üveg öntötte el a területet. A baleset után a gyár bezárt és elbocsátotta 150 munkását. A gyár 1996-tól a Miskolci Építészeti Üveggyár Kft. tulajdonában rövid időre még újjáéledt, rekonstrukciót is terveztek, de csak rövid ideig termelt és felszámolták.